# Camillo I Borghese
Camillo Borghese, IV principe di Sulmona (Roma, 17 aprile 1693 – Roma, 12 settembre 1763), è stato un nobile italiano.

## Biografia

### Giovinezza
Camillo nacque a Roma il 17 aprile 1693, figlio di Marcantonio III Borghese, III principe di Sulmona, e di sua moglie, la principessa Livia Spinola.
Come rampollo di una delle famiglie più ricche ed influenti dell'aristocrazia papalina dell'epoca, sin da giovanissimo ricevette grandi onori. Nel 1739 ottenne il grandato di Spagna da re Filippo V che nel 1740 lo ammise anche nell'Insigne e reale ordine di San Gennaro di Napoli.

### Matrimonio
Camillo sposò a Roma il 4 ottobre 1723 la principessa Agnese Colonna (1706-1780), figlia di Filippo II Colonna, IX principe e duca di Paliano e di sua moglie, la nobildonna Olimpia Pamphili Colonna. 

### Principe di Sulmona
Come il padre, fu particolarmente incline allo sfarzo ed alle spese per mantenere l'alto decoro della sua casata e non badò a spese per arredare la ricca villa Taverna a Frascati, come pure ai finanziamenti concessi al poeta senese Ludovico Sergardi che divenne suo principale consigliere. Nella sua villa a Frascati, nel 1741, accolse papa Benedetto XIV con una altrettanto sfarzosa cerimonia. Per far fronte alle notevoli spese derivate da queste operazioni, dovette in parte disperdere la collezione artistica di famiglia, ma la rovina completa venne evitata grazie anche alla ricca dote portatagli dalla moglie Agnese Colonna, figlia del principe Filippo II Colonna di Paliano.

### Morte
Morì a Roma il 12 settembre 1763.

## Discendenza
Camillo Borghese e la principessa Agnese Colonna ebbero i seguenti eredi:
- Eleonora (24 agosto 1724-26 luglio 1779), sposò nel 1740 Michele Imperiali Simeana, IV principe di Francavilla;
- Maria Vittoria (10 luglio 1729-1800);
- Marcantonio IV Borghese (1730-1800), V principe di Sulmona, sposò la principessa Anna Maria Salviati;
- Livia Maria (22 settembre 1731-10 marzo 1802), sposò nel 1749 Emilio Carlo Altieri, IV principe di Oriolo;
- Giovanni Battista (17 gennaio 1733 - 1802)
- Scipione (1734-1782), cardinale;
- Ippolito (20 aprile 1735-?), militare;
- Orazio (24 settembre 1736-1801), militò nell'esercito spagnolo, ambasciatore spagnolo a Berlino;
- Giacomo (morto infante).

## Ascendenza
|                                                    |                                |                                                  | Genitori                                     |  |  | Nonni |  |  | Bisnonni       |  |  | Trisnonni                                      |  |
|                                                    |                                |                                                  |                                              |  |  |       |  |  | Paolo Borghese |  |  | Marcantonio II Borghese, I principe di Sulmona |  |
|                                                    |                                |                                                  |                                              |  |  |       |  |  | Paolo Borghese |  |  | Marcantonio II Borghese, I principe di Sulmona |  |
|                                                    |                                | Maria Camilla Orsini                             |                                              |  |  |       |  |  | Paolo Borghese |  |  |                                                |  |
| Giovanni Battista Borghese, II principe di Sulmona |                                |                                                  |                                              |  |  |       |  |  | Paolo Borghese |  |  |                                                |  |
|                                                    |                                | Olimpia Aldobrandini, III principessa di Meldola | Giorgio Aldobrandini, II principe di Meldola |  |  |       |  |  |                |  |  |                                                |  |
|                                                    |                                | Olimpia Aldobrandini, III principessa di Meldola | Giorgio Aldobrandini, II principe di Meldola |  |  |       |  |  |                |  |  |                                                |  |
|                                                    |                                | Olimpia Aldobrandini, III principessa di Meldola | Ippolita Ludovisi                            |  |  |       |  |  |                |  |  |                                                |  |
| Marcantonio III Borghese, III principe di Sulmona  |                                | Olimpia Aldobrandini, III principessa di Meldola |                                              |  |  |       |  |  |                |  |  |                                                |  |
|                                                    |                                | Ugo Boncompagni, IV duca di Sora                 | Gregorio Boncompagni, II duca di Sora        |  |  |       |  |  |                |  |  |                                                |  |
|                                                    |                                | Ugo Boncompagni, IV duca di Sora                 | Gregorio Boncompagni, II duca di Sora        |  |  |       |  |  |                |  |  |                                                |  |
|                                                    |                                | Ugo Boncompagni, IV duca di Sora                 | Eleonora Zapata                              |  |  |       |  |  |                |  |  |                                                |  |
| Eleonora Boncompagni                               |                                | Ugo Boncompagni, IV duca di Sora                 |                                              |  |  |       |  |  |                |  |  |                                                |  |
|                                                    |                                | Maria Ruffo                                      | Francesco Ruffo, II duca di Bagnara          |  |  |       |  |  |                |  |  |                                                |  |
|                                                    |                                | Maria Ruffo                                      | Francesco Ruffo, II duca di Bagnara          |  |  |       |  |  |                |  |  |                                                |  |
|                                                    |                                | Maria Ruffo                                      | Guiomara Ruffo                               |  |  |       |  |  |                |  |  |                                                |  |
| Camillo Borghese, IV principe di Sulmona           |                                | Maria Ruffo                                      |                                              |  |  |       |  |  |                |  |  |                                                |  |
|                                                    | Andrea Spinola, doge di Genova | Cristoforo Spinola                               |                                              |  |  |       |  |  |                |  |  |                                                |  |
|                                                    | Andrea Spinola, doge di Genova | Cristoforo Spinola                               |                                              |  |  |       |  |  |                |  |  |                                                |  |
|                                                    | Andrea Spinola, doge di Genova | Giulia Pallavicini                               |                                              |  |  |       |  |  |                |  |  |                                                |  |
| Carlo Spinola, principe di Sant'Angelo             | Andrea Spinola, doge di Genova |                                                  |                                              |  |  |       |  |  |                |  |  |                                                |  |
|                                                    |                                | Cecilia Spinola                                  | Girolamo Spinola                             |  |  |       |  |  |                |  |  |                                                |  |
|                                                    |                                | Cecilia Spinola                                  | Girolamo Spinola                             |  |  |       |  |  |                |  |  |                                                |  |
|                                                    |                                | Cecilia Spinola                                  | Maria Pallavicini                            |  |  |       |  |  |                |  |  |                                                |  |
| Livia Spinola                                      |                                | Cecilia Spinola                                  |                                              |  |  |       |  |  |                |  |  |                                                |  |
|                                                    |                                | Filippo Spinola                                  | Massimiliano Spinola                         |  |  |       |  |  |                |  |  |                                                |  |
|                                                    |                                | Filippo Spinola                                  | Massimiliano Spinola                         |  |  |       |  |  |                |  |  |                                                |  |
|                                                    |                                | Filippo Spinola                                  | Violante Spinola                             |  |  |       |  |  |                |  |  |                                                |  |
| Violante Spinola                                   |                                | Filippo Spinola                                  |                                              |  |  |       |  |  |                |  |  |                                                |  |
|                                                    |                                | Livia Centurione                                 | Adamo Centurione                             |  |  |       |  |  |                |  |  |                                                |  |
|                                                    |                                | Livia Centurione                                 | Adamo Centurione                             |  |  |       |  |  |                |  |  |                                                |  |
|                                                    |                                | Livia Centurione                                 | …                                            |  |  |       |  |  |                |  |  |                                                |  |
|                                                    |                                | Livia Centurione                                 |                                              |  |  |       |  |  |                |  |  |                                                |  |